# Günter Hoffmann (Orgelbauer)
Günter Hoffmann (* 5. November 1947) ist ein deutscher Orgelbaumeister und -restaurator. Er arbeitet bis heute zusammen mit Christoph Schindler in dem Familienunternehmen Hoffmann und Schindler. Gemeinsam mit seiner Ehefrau Barbara hat er einen Sohn und eine Tochter. Sein Sohn Tobias (* 1975) setzt das in siebter Generation bestehende Unternehmen fort.